# Aleksej Savrasjenko
Aleksej Dmitrievitsj Savrasjenko (Russisch: Алексей Дмитриевич Саврасенко) (Krasnodar, 28 februari 1979) is een voormalig professionele basketbalspeler die speelde voor het nationale team van Rusland. Hij kreeg de onderscheiding Meester in de sport van Rusland. Omdat Savrasjenko een Griekse moeder heeft, heeft hij ook de Griekse nationaliteit. Hij speelde onder de naam  Alexis Amanatidis (Grieks: Αλέξης Αμανατίδης).

## Carrière
Savrasjenko begon zijn profcarrière bij Olympiakos Piraeus in Griekenland in 1995. Met die club werd hij landskampioen en bekerwinnaar van Griekenland in 1997. Ook won hij dat jaar de EuroLeague. In 2000 stapte hij over na Peristeri Athene om na één jaar terug te keren bij Olympiakos Piraeus waarmee hij in 2002 weer landskampioen van Griekenland werd. In 2002 verhuisde hij naar topclub CSKA Moskou. Met die club won hij het Landskampioenschap van Rusland in 2003, 2004, 2005, 2006, 2007 en 2008. Ook won hij de Russische beker in 2005, 2006 en 2007. Ook speelde hij vier EuroLeague finales oprij. Hij won er twee in 2006 en 2008. In 2009 ging hij spelen voor Dinamo Moskou. Na één jaar stapte hij over naar Chimki Oblast Moskou. In 2011 ging Savrasjenko naar UNICS Kazan. In 2012 speelde hij nog één jaar bij Lokomotiv-Koeban Krasnodar. Met Lokomotiv won hij de EuroCup in 2013. In 2013 stopte hij met basketballen.
Savrasjenko speelde met Rusland op de Olympische Spelen in 2008. Ook won hij goud in 2007 op het Europees Kampioenschap.

## Erelijst
- Landskampioen Rusland: 6
  - Winnaar: 2003, 2004, 2005, 2006, 2007, 2008
- Bekerwinnaar Rusland: 3
  - Winnaar: 2005, 2006, 2007
- Landskampioen Griekenland: 1
  - Winnaar: 1997
- Bekerwinnaar Griekenland: 2
  - Winnaar: 1997, 2002
- EuroLeague: 3
  - Winnaar: 1997, 2006, 2008
  - Runner-up: 2007, 2009
- EuroCup: 1
  - Winnaar: 2013
- Europees Kampioenschap: 1
  - Goud: 2007